# Martin Schirdewan
Martin Schirdewan (ur. 12 lipca 1975 w Berlinie) – niemiecki polityk i politolog, deputowany do Parlamentu Europejskiego VIII, IX i X kadencji, w latach 2022–2024 współprzewodniczący Die Linke.

## Życiorys
Wnuk działacza komunistycznego Karla Schirdewana. Absolwent nauk politycznych na Wolnym Uniwersytecie Berlińskim, doktoryzował się w tej dziedzinie.
W latach 2001–2008 był redaktorem wydawanego przez Fundację im. Róży Luksemburg (RLS) periodyku „Utopie kreativ”, a od 2006 do 2008 redaktorem naczelnym magazynu „sacco & vanzetti”. Od 2006 pełnił różne funkcje we frakcji deputowanych Die Linke. W 2011 dołączył do redakcji czasopisma „antifa”, a w 2012 do zarządu federalnego swojego ugrupowania. Był również asystentem niemieckiego parlamentarzysty Rolanda Clausa, następnie kierownikiem biura RLS w Brukseli i Atenach.
W 2014 kandydował bez powodzenia w wyborach europejskich. Mandat posła do PE VIII kadencji objął w listopadzie 2017 w miejsce Fabia De Masiego. Dołączył do frakcji Zjednoczona Lewica Europejska – Nordycka Zielona Lewica. Był wybierany na kolejne kadencje Europarlamentu w 2019 i 2024.
W czerwcu 2019 został tymczasowym przewodniczącym swojej frakcji w PE, a w lipcu 2019 objął funkcję współprzewodniczącego grupy (przemianowanej w trakcie kadencji na Grupę Lewicy). W czerwcu 2022 wybrany na współprzewodniczącego Die Linke (obok Janine Wissler); zajmował to stanowisko do października 2024. W X kadencji PE w 2024 ponownie objął stanowisko współprzewodniczącego swojej grupy.